# Rehabilitationspädagogik
Die Rehabilitationspädagogik ist eine Profession der wissenschaftlichen Disziplin Rehabilitationswissenschaft, die sich mit der Förderung, Betreuung, Assistenz, Beratung und Unterstützung von Menschen mit körperlicher, geistiger oder/und seelischer Behinderung oder Beeinträchtigung und deren Angehörigen beschäftigt. Die Rehabilitationspädagogik hat große Ähnlichkeiten zur Heilpädagogik und Sonderpädagogik und wurde begrifflich an den Hochschulen in der DDR geprägt.

## Arbeitsfelder der Rehabilitationspädagogik
Rehabilitationspädagogen verfügen über solide, breite und zugleich differenzierte Kenntnisse über die folgenden zentralen Arbeitsfelder der außerschulischen Rehabilitation:
- Frühförderung, Rehabilitation im Kinder- und Jugendbereich
- Berufliche Rehabilitation und pädagogische Arbeit in der stationären und ambulanten medizinischen und psychosozialen Rehabilitation chronisch Kranker und Behinderter, in der Prävention und Gesundheitsförderung sowie in der geriatrischen Rehabilitation
- pädagogische Arbeit in den traditionellen Feldern der stationären, teilstationären und ambulanten Behindertenhilfe
- pädagogische Arbeit und Integrationsförderung in interkulturellen Arbeitsfeldern

## Fachrichtungen
Innerhalb der Rehabilitationspädagogik gibt es sieben verschiedene Fachrichtungen:
- Lernbehindertenpädagogik, Pädagogik bei Lernbeeinträchtigungen
- Blindenpädagogik und Sehbehindertenpädagogik
- Gehörlosenpädagogik und Schwerhörigenpädagogik (Hörgeschädigtenpädagogik, Gebärdensprachpädagogik)
- Sprachheilpädagogik
- Körperbehindertenpädagogik
- Geistigbehindertenpädagogik
- Pädagogik bei Verhaltensstörungen (bei emotionalen und sozialen Störungen), Verhaltensgestörtenpädagogik